# БІЧ-14

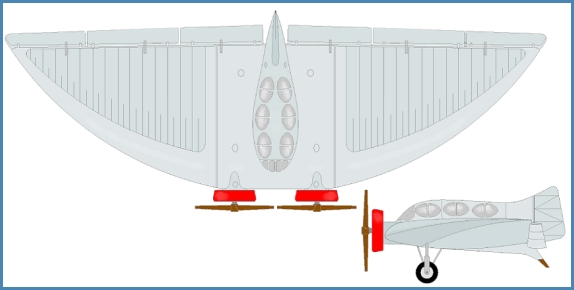
БІЧ-14

БІЧ-14 - експериментальний легкий транспортний літак, побудований за схемою "літаючий крило", дизайнера Бориса Черанівського. 

## Будівлі
У результаті чистки в моделі вітрового тунелю, БІЧ-10 літаків, проект був злегка змінений. Новий літак був названий БІЧ-14 і був побудований в 1934 на V.R. Menzhinsky заводу. Наприкінці 1934 льотчик-Джуліан Піонковський здійснив перші рейси.

## Дизайн
Літак був побудований з дерева і був облицювання білизни. П'ятимісний салон був виконаний з дюраралю і плавно перейшов на вертикальні оперення. Кільця Таун були встановлені на двигуни для зменшення лобової опору. Закрилки і висота рудери були майже симетричною. 

## Випробування
У 1936 літак був переданий до науково-дослідного інституту військово-повітряних сил для тестування. Тестували пілоти м. Стефановський, м. і. Нихтіков, I.Ф. Петров. Після випробувань літак показав замалу стабільність і керованість літака, низькі характеристики польотів. Закрилки і рудери висоти були неефективними, необхідні великі витрати керма на землю. Рульове колесо, яке було поза гвинта дме зони, мали низьку ефективність. Тести тривали до 1937. За їхніми результатами літак був визнаний невдалим. 

## Технічні характеристики польотів
- Розмах крил, м - 16,20
- Довжина літака - 6,00
- Площа крила, м2 - 60,00
- Маса, кг:
  - Порожні літаки - 1285
  - Максимальний зліт - 1900
- Двигуни - 2 ПД M-11
- Потужність, к. с. - 2 х 100
- Максимальна швидкість, км/г - 220
- Крейсерська швидкість, км/г - 190
- Екіпаж, людина - 1
- Деструктивна до - 4 пасажирів[1]